# Светлана Терзиева
Светлана Терзиева (известна с псевдонима Сесил), е българска телевизионна водеща, журналист, сценарист, актриса и медиен експерт.

## Биография и дейност
Светлана Делчева Терзиева завършва престижния техникум по електротехника и автоматизация  - ОТЕА "С. М. Киров" (1982-1986), специалност "Автоматизация на производството" (английска паралелка). През периода 1991-1994 г. следва специалност "Видео компютърни системи и технологии" към Висш машинно-електротехнически институт (ВМЕИ), но след 3-ти курс напуска, тъй като е приета в НАТФИЗ "Кръстьо Сарафов" през 1994 г., където се дипломира като магистър по „Кинознание“ с ръководител проф. д. н. Вера Найденова (випуск 1994 – 1999 г.), стипендиант на фондация „Отворено общество“.[източник? (Поискан преди 11 дни)]
Терзиева е един от сценаристите на предаването за българско кино по БНТ, Канал 1 – „Киноцентърът представя: Понеделник 8 и ½“ (1998 – 2001 г.), сценарист и на предаването „VIP Процес“ (БНТ, Канал 1, 1998 – 1999 г.). От 1998 г. до 2000 г. е основен водещ и съсценарист на вечерното токшоу „Нощен магазин“ (излъчва се ефирно в София чрез „7 дни“ ТВ + всички кабелни телевизии из цялата страна, вкл. ТВ MSAT), с което става популярна пред масовия зрител с псевдонима Сесил. 
Автор е на поетичните текстове – импресии към музикалните албуми на Румен Антов – Ричи: „Между Земята и Небето“ (издаден от „Unison StarS“ – 1994 г.): https://soundcloud.com/rockfactorybg/sets/richi
и текстовете за песните в албума „СесиРич“ (издаден от „Riva Sound“ – 1996 г.): https://soundcloud.com/rumen_antov/sets/sesirich
 
В периода 2001 – 2006 г. е „Ръководител връзки с обществеността“ на национална радиоверига, студио и телевизия „Веселина“, както и на радио „Практика“ – към същата медийна група. Участва и като тв-водещ и сценарист на предаването „Нарисувай нощта“ по „Veselina TV“.[източник? (Поискан преди 11 дни)]
Сценарист и тв-водещ е в ТВ „Диема 2“ и „7 Дни“ ТВ.
Снимала се е и в няколко български игрални и телевизионни филма, и реклами.
Автор е на множество публикации във вестници, списания и електронни медии.
Член е на „Музикаутор“ – 1990 г., на СБЖ (Съюз на българските журналисти) – 1991 г., БДВО (Българско дружество за връзки с обществеността) - 2003 г., СБФ (Съюз на българските филмови дейци, гилдия "Драматурзи") – 2007 г.
Редовен докторант в НАТФИЗ „Кръстьо Сарафов", факултет „Екранни изкуства“, първоначално в катедра „Кинознание и драматургия“, впоследствие в катедра "Аудио визуално производство" (27 февруари 2019 г. – 18 април 2023 г.).
На 12 април 2024 г. придобива образователна и научна степен Доктор по "Кинознание, Киноизкуство и Телевизия" с тема на дисертационен труд "Развитие на българските дългометражни драматични телевизионни сериали по оригинален сценарий със сюжет от съвремието - Нова Телевизия (2000-2020)", с научен ръководител проф. д-р Станислав Семерджиев.
https://natfiz.bg/konkursi-po-zrasrb/

## Творчески изяви

### Филмография
- 1995/6 г. – „Вагнер (филм)“ – дебют (любовницата Жана), реж. Андрей Слабаков (сниман 1995/1996 г., излязъл на екран през 1998 г.);
- 2002 г. – „Прости нам“ – тв филм (медицинска сестра), реж. Владислав Икономов;
- 2003 г. – „The Mistake“ – short филм (ексцентричната гледачка Сусил), реж. Петко Спасов;
- 2004 г. – „Ганьо Балкански се завърна от Европа“ (4-сер. тв, реж. Иван Ничев) – г-жа Тюфекчиева (в 2 серии: I и IV; като Сесил Терзиева)
- 2005 г. – „Леден сън“ – тв филм (изкуствоведката Сесил), реж. Иван Георгиев – Гец;
- 2007 г. – „Children of Wax“  – филм, копродукция с „Nu Image“ (квартална жрица на любовта в турския квартал на Берлин), реж. Иван Ничев, продуцент Menahem Golan ;
- 2007 г. – „Приключенията на един Арлекин“ – тв сериал, (вечният кастинг) – 1-ва серия (4 сериен тв-филм на БНТ, реж. Иван Ничев;
- 2014 г. – „Столичани в повече“ – тв сериал, bTV + bTV Comedy, (снобка № 1) – 7-и сезон, 4-та серия, реж. Станислав Тодоров – Роги;
- 2019 г. – „Екшън“ – филм, (ТВ репортер), реж. Радослав Илиев;

### Телевизия
- март 1998 г. – март 2001 г. – сценарист на предаването за българско кино „Киноцентърът представя: Понеделник 8 и ½“ (БНТ, Канал 1), реж. Радослав Илиев;
- май 1998 г. – декември 2000 г. – тв водещ и съсценарист на вечерното токшоу „Нощен магазин“ („7 дни“ ТВ и др.);
- септември 1998 – декември 1999 г. – сценарист на предаването „VIP Процес“ (БНТ, Канал 1), реж. Радослав Илиев;
- април 2005 г. – юли 2006 г. – ПР, тв-водещ, автор и консултант във „Veselina“ TV на вечерното предаване „Нарисувай нощта“;
- ноември 2006 г. – юли 2007 г. – ТВ „Диема 2“ – съботно-неделен магазинен сутрешно-обеден блок „Weekend“ от 8 до 12 ч. – сценарист и ко-водещ.;
- септември – декември 2007 г. – „7 Дни“ ТВ – „С цвят на нощ“ – водещ и сценарист на вечерно токшоу и съботно-неделен магазинен сутрешно-обеден блок „Уикенд“ от 8 до 12 ч. – сценарист и ко-водещ;

### Радио
- януари – април 2002 г. – автор и водещ в радио „Веселина“ – София – вечерно токшоу „Полунощен магазин със Сесил" – всеки понеделник от 0 до 3 ч.;

### Вестници, списания, сборници
- в-к „Меридиан Рок Шоу“;
- в-к „Българин“;
- в-к „АБВ“;
- в-к „Сега“;
- в-к „Демокрация“;
- в-к „Нощен труд“;
- в-к „Седмичен Жълт Труд“;
- сп. „Видео хит“;
- сп. „Юнион медия“;
- сп. „Оръжеен магазин“;
- сп. „Закон и хазарт“;
- сп. „Извън закона“;
- сп. „Кино“;
- сп. „Cool magazine“;
- „Интермедия груп“ ООД“;
- www.newmedia21.eu;
- Сборник „Изкуство и контекст“ от Седма младежка научна конференция към Институт за изследване на изкуствата, БАН, 2021;